# یواس‌اس تالاهاسی (سی‌ال-۱۱۶)
یواس‌اس تالاهاسی (سی‌ال-۱۱۶) (به انگلیسی: USS Tallahassee (CL-116)) یک کشتی بود.